# Sirdal
Sirdal è un comune norvegese della contea di Agder. Centro amministrativo è la cittadina di Tonstad situata sulla riva settentrionale del lago Sirdalsvatnet.